# نيك ديفيز
نيك ديفيز (بالإنجليزية: Nick Davies)‏ هو صحفي بريطاني، ولد في 1953.

## وصلات خارجية
- الموقع الرسمي
- نيك ديفيز على موقع IMDb (الإنجليزية)
- نيك ديفيز على موقع قاعدة بيانات الفيلم (الإنجليزية)